# 신둔초등학교
신둔초등학교는 대한민국 경기도 이천시 신둔면 수광리에 있는 공립 초등학교이다.

## 학교 연혁
- 1933년 12월 1일 신둔공립보통학교 개교
- 1937년 3월 25일 제1회 졸업식(4년제 졸업생 25명)
- 1938년 4월 1일 신둔공립심상소학교로 개칭
- 1941년 4월 1일 신둔공립국민학교로 개칭
- 1982년 3월 1일 병설유치원 개원
- 1990년 3월 1일 특수학급 인가
- 1995년 3월 6일 농촌형 급식학교 운영
- 1996년 3월 1일 신둔초등학교로 개칭
- 2016년 3월 1일 13학급 편성(특수1학급 포함), 유치원 1학급 편성
- 2016년 9월 1일 제26대 심상해 교장 부임
- 2017년 2월 8일 제80회 졸업 52명 (총 졸업생수 7315명)
- 2017년 3월 1일 13학급 편성(특수 1학급 포함), 유치원 1학급 편성
- 2017년 3월 1일 영재학급 운영(2학급), 초등 돌봄교실 운영(2학급)

## 참고 자료
- 신둔초등학교 - 한국교육학술정보원 학교알리미